# Davide Barilli
Davide Barilli (Parma, 27 novembre 1959) è uno scrittore e giornalista italiano.

## Biografia
Vive tra Parma, la Liguria e Cuba: ha lavorato, occupandosi di cronaca e cultura, alla Gazzetta di Parma, di cui è stato redattore dal 1990 al 2021. È direttore responsabile della rivista di racconti Quattro edita da Nuova editrice Berti. Per Oligo editore di Mantova cura la collana Azucar dedicata alla letteratura cubana.

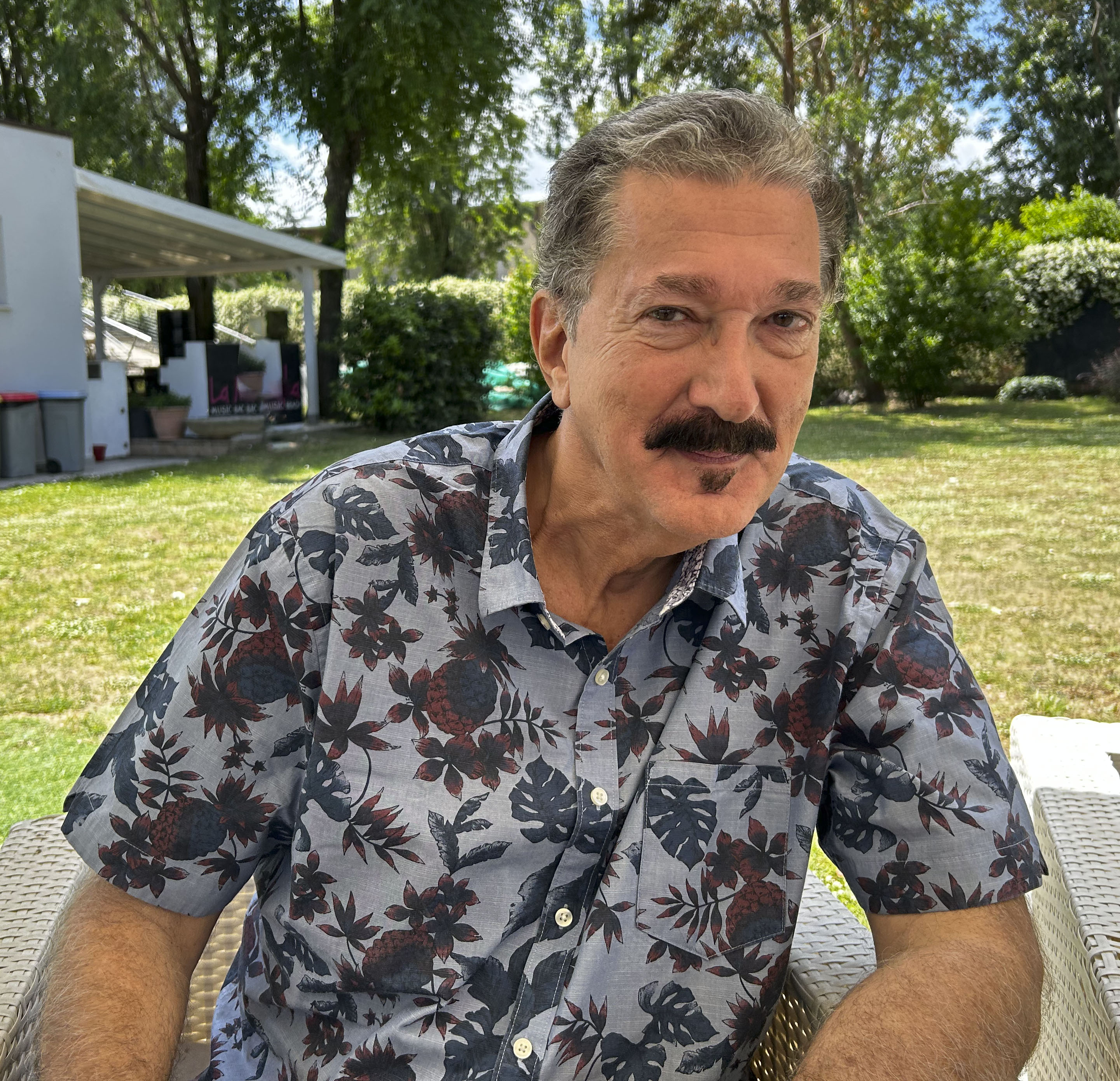
Davide Barilli al Festival Encuentro 2024.

Ha scritto alcune voci dell'Enciclopedia di Parma, edita da Franco Maria Ricci nel 1998. Ha curato (e scritto le prefazioni) dei volumi: La nave dei sogni perduti, di Ubaldo Bertoli, Guanda; Gli amanti del secondo piano, di Marcial Gala, Alberto Guerra, Emerio Medina, Nuova Editrice Berti.

## Opere

### Romanzi
- La fascia del turco, Casanova, Parma 1989
- Musica per lo zar, Guanda, Parma 2001. ISBN 8882464210
- Le cere di Baracoa, Mursia, Milano 2009. ISBN 9788842540243

### Racconti
- La casa sul torrente. Ritratti parmigiani, Guanda, Parma 1998. ISBN 8882461319.
- Poltrona per acqua e altre storie, postfazione di Giorgio Cusatelli, Diabasis, Reggio Emilia 1998. ISBN 8881030500
- Piombo e argento, Monte Università Parma, Parma 2003. ISBN 9788888710259
- Lo specchio silenzioso, illustrazioni di Stefano Spagnoli, Fedelo's, Parma 2008. ISBN 9788896268001
- Carte d'Avana, immagini di Gerardo Lunatici, Fedelo's, Parma 2010. ISBN 9788896268131
- La ragazza di Alamar, illustrazioni di Francesco Barilli, Fedelo's, Parma 2012. ISBN 9788896268216
- Il gallo in bicicletta, illustrazioni di Ramón Pérez Pereira, Fedelo's, Parma 2013. ISBN 9788896268285
- La nascita del Che. Racconti da Cuba, Aragno, Torino 2014. ISBN 9788884196606
- Cuba. Altravana, Giulio Perrone, Roma 2019. ISBN 9788860044990
- Alchimia. Ars moriendi, postfazione di Paolo Lagazzi, Diabasis, Parma 2021.  ISBN 9788881039418
- Bestiario habanero. Itinerari sbiecati di una capitale, Oligo editore, Mantova 2024. ISBN 9791281000360

#### Racconti in spagnolo
- El castilo de papel, Coleccion Sur Editores, La Habana 2017. ISBN 9789593021944

### Saggistica
- #altrepagine. Le letture di chi scrive, Oligo editore, Mantova 2021. ISBN 979-1281000001

## Premi
- 1991 - Vincitore, con Gabriele Romagnoli, del premio Egisto Corradi come giovane autore di reportage.
- 2001 - Selezionato per il premio Pen Club con il romanzo Musica per lo zar.
- 2010 - Nella terna finalista (con Mauro Covacich e Antonio Franchini) del premio letterario Città di Fabriano con il romanzo Le cere di Baracoa.
- 2011 - Vincitore assoluto della sezione narrativa alla Rassegna della Microeditoria 2011 a Chiari, con Carte d'Avana.
- 2014 - Nella terna finalista (con Gianni Celati e Giulio Questi) del premio letterario Piero Chiara con il libro di racconti La nascita del Che.
- 2016 - Finalista del premio letterario Il Ceppo: 2019 - Finalista del premio letterario Città di Fabriano con il libro Cuba. Altravana